# Independence (comté d'Inyo)
Pour les articles homonymes, voir Independence.
Independence est une census-designated place, siège du comté d'Inyo, en Californie, aux États-Unis.

## Démographie
| Groupe            | Independence | Californie | États-Unis |
| ----------------- | ------------ | ---------- | ---------- |
| Blancs            | 73,7         | 57,6       | 72,4       |
| Amérindiens       | 14,6         | 1,0        | 0,9        |
| Métis             | 5,2          | 4,9        | 2,9        |
| Autres            | 4,3          | 17,4       | 6,4        |
| Asiatiques        | 1,2          | 13,1       | 4,8        |
| Afro-Américains   | 0,9          | 6,2        | 12,6       |
| Total             | 100          | 100        | 100        |
|                   |              |            |            |
| Latino-Américains | 13,9         | 37,6       | 16,7       |

Selon l'American Community Survey, pour la période 2011-2015, 94,50 % de la population âgée de plus de 5 ans déclare parler anglais à la maison, alors que 2,64 % déclare parler l'espagnol, 0,78 % une langue amérindienne, 0,65 % le tagalog et 1,43 % une autre langue.
| 2000 | 2010 | - | - | - | - |
| ---- | ---- | - | - | - | - |
| 660  | 669  | - | - | - | - |